# Juan Rulfo
Œuvres principales
- Le Llano en flammes (1953)
- Pedro Páramo (1955)

Juan Rulfo, de son nom complet Juan Nepomuceno Carlos Pérez Rulfo Vizcaíno (Sayula (Jalisco), 16 mai 1917 – Mexico, 8 janvier 1986), fut un écrivain, scénariste et photographe mexicain mondialement connu pour son recueil de nouvelles Le Llano en flammes et son roman Pedro Páramo.
Juan Rulfo fut un des grands écrivains latino-américains du XXe siècle. Dans ses œuvres est présente une combinaison de réalité et fantaisie dont l'action se déroule en scènes rurales et post révolutionnaires de Mexico. Ses personnages représentent et reflètent la typicité du lieu avec ses grands problèmes socio-culturels au sein d'un monde chimérique. L’œuvre de Rulfo, et avant tout Pedro Páramo, est le tournant de la littérature mexicaine qui marque la fin du roman révolutionnaire (courant littéraire dont les auteurs principaux sont Martín Luis Guzmán, Francisco L. Urquizo et Mariano Azuela), ce qui permit les expérimentations narratives, comme c'est le cas de la génération du milieu du siècle au Mexique où les écrivains appartiennent au boom latino-américain.

## Biographie
Né en 1917 à Sayula, une petite localité de l'État de Jalisco, il passe son enfance dans un orphelinat de Guadalajara, son père et de nombreux membres de sa famille, ayant été assassinés en 1923.
La publication d'un recueil de nouvelles, El llano en llamas (1953), traitant de la vie des paysans de la région de Jalisco dans une nature aride et hostile, en a fait un des écrivains mexicains modernes les plus célébrés.
En 1955, il publie son roman Pedro Páramo, qui traite de la confusion entre le monde des morts et des vivants. Ce roman, qui aura une répercussion mondiale, reflète en particulier la fascination qu'entretiennent les Mexicains avec la mort (notamment lors de la fête des morts).
Curieusement, après ces deux succès, il s'éloigne progressivement de l'écriture et travaille pour la télévision et finit sa carrière comme directeur éditorial de l’Instituto Indigenista de México, comparable au Bureau des affaires indiennes.
Il meurt à Mexico le 8 janvier 1986.

## Prix portant son nom
Deux prix littéraires portent son nom :
- le prix Juan Rulfo, décerné par Radio France internationale, qui est coorganisé avec l'Instituto Cervantes de Paris, la Maison des Amériques, l'Institut du Mexique de Paris, le Colegio de España en París (Cité universitaire), Le Monde diplomatique et l'Union latine.
- le Prix de littérature latino-américaine et caribéenne Juan Rulfo, décerné durant la Fête internationale du livre de Guadalajara, au Mexique.

## Œuvres
- Le llano en flammes, Gallimard, 2001 ((es) El llano en llamas, 1953), nouvelles, trad. Gabriel IaculliComprend 17 nouvelles.
- Pedro Páramo, Gallimard, 1959 ((es) Pedro Páramo, 1955), roman, trad. Roger LescotNouvelle traduction en 2005 par Gabriel Iaculli et éditée par Gallimard.
- Le coq d'or, Gallimard, coll. « L'Imaginaire », 2009 ((es) El gallo de oro, 1980), roman, trad. Gabriel IaculliRédigé entre 1956 et 1958.

## Source
- (es) Cet article est partiellement ou en totalité issu de l’article de Wikipédia en espagnol intitulé « Juan Rulfo » (voir la liste des auteurs).